# L’Unione
L’Unione war ein italienisches Parteienbündnis des Mitte-links-Spektrums, das von 2004 bis 2008 bestand.

## Gründung und Wahlen
L’Unione ging aus dem älteren Mitte-links-Wahlbündnis L’Ulivo hervor, das von 1996 bis 2001 die Regierung gestellt hatte. Dieses wurde nun um weitere Bestandteile vergrößert, die zuvor separat angetreten waren: die Partito della Rifondazione Comunista, die populistische Anti-Korruptions-Partei Italia dei Valori (die L’Ulivo 2000 verlassen hatte), die radikal-liberalen Radicali Italiani und die kleine christdemokratische Popolari UDEUR, die als „Zünglein an der Waage“ zwischen Mitte-rechts- und Mitte-links-Lager wechselte. 
Am 3. und 4. April 2005 beteiligte sich das Bündnis erstmals als L’Unione an den Regionalwahlen in 13 italienischen Regionen mit Normalstatut sowie zwei Wochen später in der Basilicata. In 12 von 14 Regionen siegte L’Unione, was als politischer Erdrutsch gewertet wurde, da in der Hälfte dieser Regionen zuvor das Mitte-rechts-Bündnis Casa delle Libertà von Silvio Berlusconi regiert hatte. Im Vorfeld der Regionalwahlen hatte L’Unione in Kalabrien und Apulien zur Findung des jeweiligen Spitzenkandidaten erstmals Vorwahlen (elezioni primarie) abgehalten, die allen wahlberechtigten Bürgern (also nicht nur Mitgliedern der beteiligten Parteien) offenstanden – ein Novum in der italienischen Politik. In Apulien setzte sich dabei überraschenderweise Nichi Vendola von der Rifondazione Comunista gegen Francesco Boccia von der gemäßigteren Margherita durch.
Auch zur Bestimmung eines Spitzenkandidaten für die landesweiten Parlamentswahlen im April 2006 hielt das Bündnis eine offene Urwahl ab, die am 16. Oktober 2005 stattfand. Daran beteiligten sich 4,3 Millionen Bürger. Romano Prodi (der bereits 1996–98 Ministerpräsident und 1999–2004 EU-Kommissionspräsident gewesen war) setzte sich mit 74 % der Stimmen durch. Er war von den bisherigen L’Ulivo-Parteien nominiert worden, die das Bündnis nominierten. Unter den Kandidaten der kleineren Parteien kam Fausto Bertinotti (Rifondazione Comunista) auf 14,7 %, Clemente Mastella (UDEUR) auf 4,6 %, Antonio Di Pietro (IdV) auf 3,3 %, Alfonso Pecoraro Scanio (Verdi) auf 2,2 %.
L’Unione gewann die Parlamentswahl äußerst knapp mit insgesamt 49,81 % der Stimmen (bei der Abgeordnetenhauswahl), während Berlusconis Casa delle Libertà auf 49,74 % kam. Nach dem 2005 von Berlusconis Mitte-rechts-Koalition beschlossenen Wahlrecht  erhielt zwar der Sieger einen Mehrheitsbonus, der dem Mitte-links-Bündnis nun im Abgeordnetenhaus eine deutliche Mehrheit von 348 zu 282 Sitzen bescherte. Im Senat galt diese Regel jedoch nicht, sodass L’Unione dort eine hauchdünne Mehrheit von 158 zu 157 Sitzen erhielt.

## Bestandteile
L’Unione bestand aus folgenden Listen und Parteien: 
- Liste L’Ulivo (226 Sitze im Abgeordnetenhaus, 108 im Senat):
  - Democratici di Sinistra (DS) – sozialdemokratisch
  - Democrazia è Libertà – La Margherita – zentristisch, christdemokratisch, sozialliberal
  - Movimento Repubblicani Europei (MRE) – sozialliberal
- Partito della Rifondazione Comunista (PRC) – kommunistisch (41+27)
- Italia dei Valori (IdV) – populistisch, liberal, anti-Korruption (17+4)
- Partito dei Comunisti Italiani (PdCI) – kommunistisch (16+5)
- Federazione dei Verdi (FdV) – grün (15+6)
- Liste Rosa nel Pugno (18+0): 
  - Socialisti Democratici Italiani (SDI) – sozialdemokratisch
  - Radicali Italiani (RI) – radikal-liberal
- Popolari UDEUR – christdemokratisch (10+3)
- Regionalparteien:
  - Südtiroler Volkspartei (4+3)
  - Autonomie Liberté Démocratie Aostatal (1+1)

Diese Parteien bildeten die Mitte-links-Koalition, auf die sich von Mai 2006 bis Januar 2008 das Regierungskabinett Prodi II stützte. Fausto Bertinotti (PRC) wurde zum Präsidenten der Abgeordnetenkammer, Franco Marini (Margherita) zum Präsidenten des Senats und Giorgio Napolitano (DS) zum Staatspräsidenten gewählt.

## Auflösung
Als gegen mehrere hochrangige Vertreter der Popolari UDEUR Ermittlungen gegen Korruption eingeleitet wurden, zog sich die Kleinpartei aus dem Bündnis zurück und entzog damit der Regierung Prodi ihre knappe Mehrheit. Mit dem Rücktritt von Romano Prodi als Ministerpräsident und der Auflösung des Parlaments am 6. Februar 2008 löste sich L’Unione faktisch auf. Bei den vorgezogenen Parlamentswahlen am 13. und 14. April 2008 traten die Mitte-links-Parteien nicht mehr gemeinsam an. 
Die neue Partito Democratico, in der sich 2007 die ehemaligen Parteien Democratici di Sinistra, La Margherita und das Movimento Repubblicani Europei sowie weitere Splitterparteien vereinigt hatten, stellte sich unter dem Spitzenkandidaten Walter Veltroni nur noch mit den Bündnispartnern Italia dei Valori und Radicali Italiani zur Wahl. Die kommunistischen Parteien PRC und PdCI, die Grünen und die Sinistra Democratica (eine linke Abspaltung von der DS) traten mit einer eigenen Liste unter dem Namen La Sinistra – L’Arcobaleno an. Die SDI war 2007 in der neuen Partito Socialista aufgegangen, die ebenfalls als Einzelliste antrat. Die skandalgeschüttelten Popolari UDEUR traten zu der Wahl überhaupt nicht an.
Zur Parlamentswahl 2013 wurde wieder ein breites Mitte-links-Bündnis gebildet, das jedoch „Italia. Bene Comune“ hieß.